# Eplény
Eplény là một thị trấn thuộc hạt Veszprém, Hungary. Thị trấn này có diện tích 8,28 km², dân số năm 2010 là 532 người, mật độ 64 người/km².